# Idea aruna
Idea aruna är en fjärilsart som beskrevs av Hans Fruhstorfer 1904. Idea aruna ingår i släktet Idea och familjen praktfjärilar. Inga underarter finns listade i Catalogue of Life.